# Selveje
Selveje er en selskabsform, hvor virksomheden har sin egen formue, men ingen ydre ejerkeds. Ofte ledes en selvejende virksomhed af en bestyrelse, som er øverste myndighed, mens den daglige ledelse forestås af en ansat direktion. Bestyrelsen er ofte selvsupplerende, men flere af medlemmerne udpeges ofte af f.eks. virksomhedens medarbejdere eller folkevalgte organer. Selvejende institutioner omfatter bl.a. idrætsforeninger, højskoler, børneinstitutioner og ældrecentre.
En selvejende virksomhed kan både have som formål at være erhvervsdrivende og at være almennyttig. For at få skattefrihed skal den fastsætte nogle mål for uddeling af formuen, der også fordeles efter disse mål, hvis selskabet opløses.